# Butorides virescens
Butorides virescens là một loài chim trong họ Diệc.
Loài này sinh sống ở Bắc Mỹ và Trung Mỹ. Loài này từ lâu đã được coi là có ý nghĩa với Butorides striata, và cùng nhau chúng được gọi là "diệc lưng xanh". Chẳng hạn, loài chim thuộc phân loài được đề cử (bất kể sự sắp xếp phân loại nào được ưu tiên) là những loài rất hiếm thấy ở Tây Âu, ví dụ, một cảnh tượng ở Pembrokeshire năm 2018 chỉ là lần nhìn thấy thứ hai ở Wales; cá thể từ bờ biển Thái Bình Dương Mỹ có thể đi lạc tương tự như Hawaii.
Loài này có cơ thể tương đối nhỏ; chiều dài cá thể trưởng thành khoảng 44 cm. Chúng thường rụt cổ vào sát vào cơ thể. Cá thể trưởng thành có lông chóp đầu màu hơi xanh lá cây và bóng, lông lưng và cánh màu xanh lục có màu xám đen được phân loại thành màu xanh lá cây hoặc màu lục, cổ màu hạt dẻ với một đường trắng xuống phía trước, phần dưới màu xám và chân ngắn màu vàng. Mỏ màu tối với dài và sắc. Con mái trưởng thành có xu hướng nhỏ hơn con trống, và bộ lông xỉn màu và nhạt hơn, đặc biệt là trong mùa sinh sản. Chim vị thành niên thì xỉn màu hơn, với hai bên đầu, cổ và phần dưới có vệt màu nâu và trắng, lưng và cánh che phủ màu nâu, và chân và hóa đơn màu vàng xanh. Chim non mới mọc lông có lông tơ màu xám nhạt ở trên và màu trắng trên bụng.

## Hình ảnh

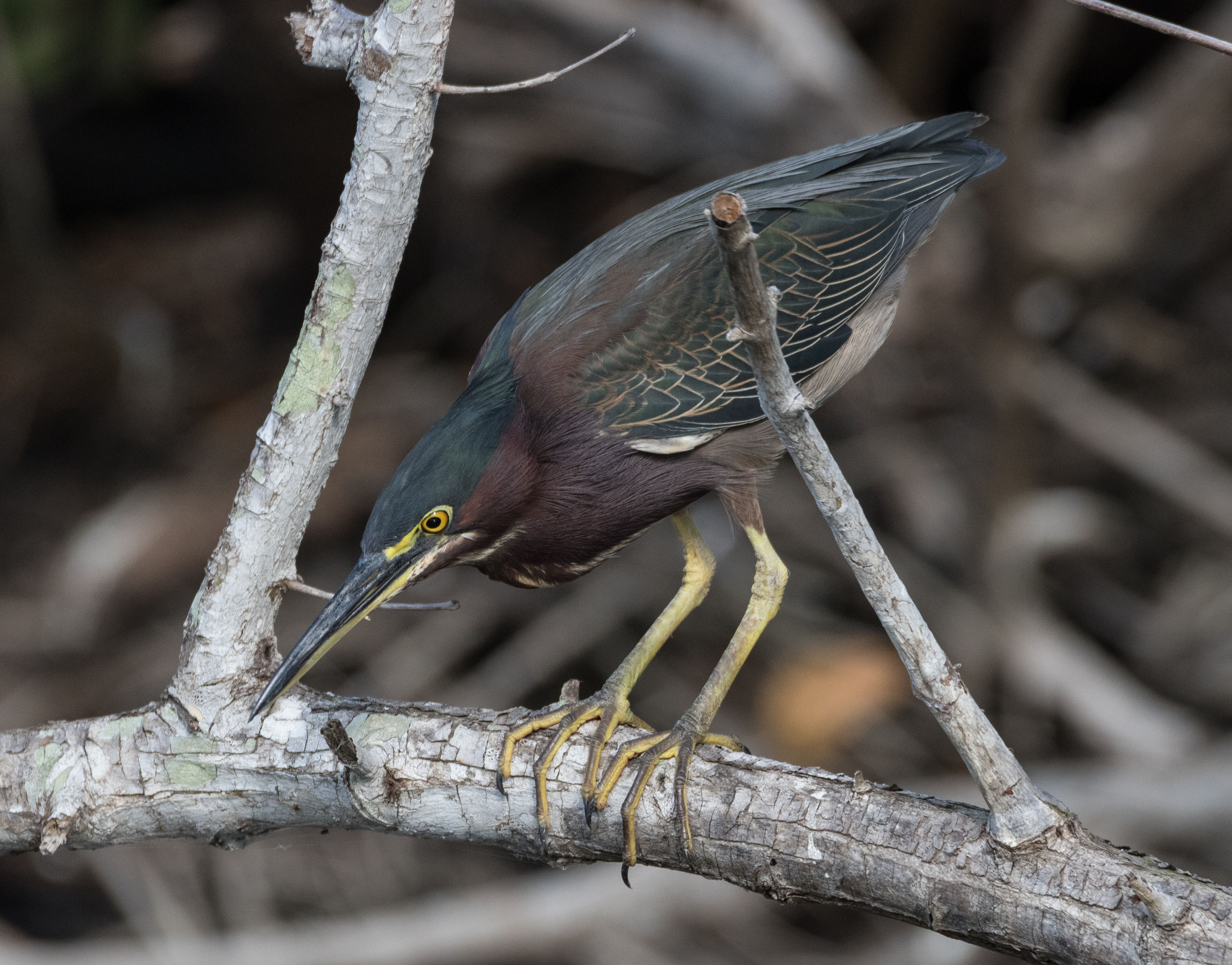
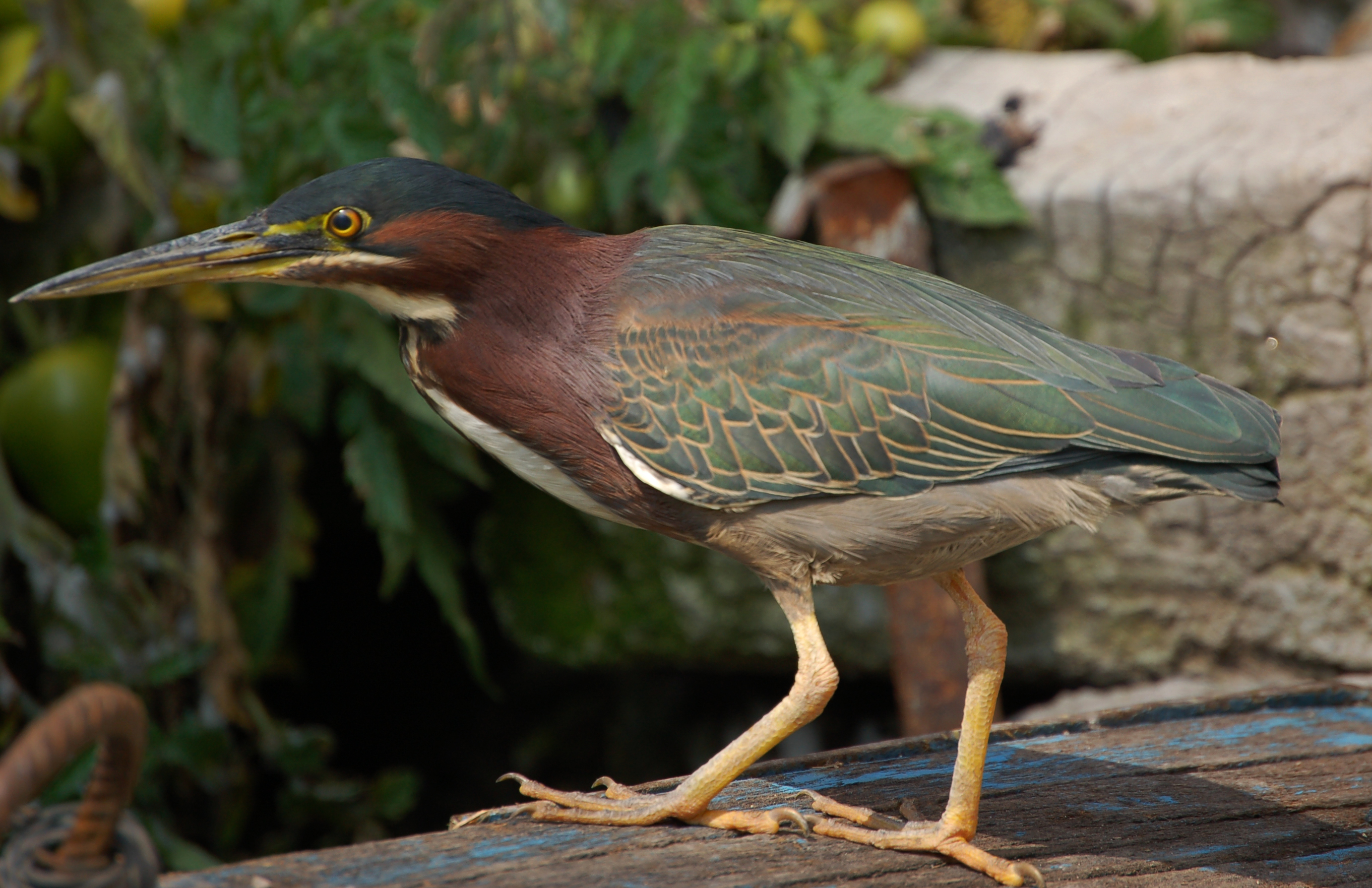
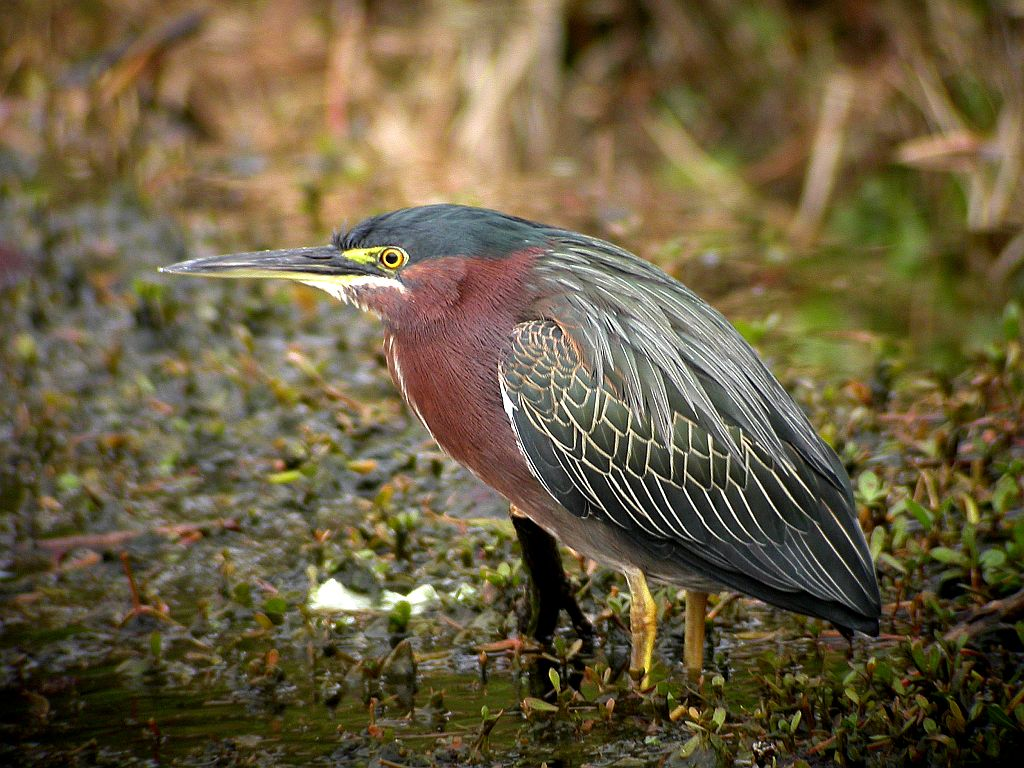
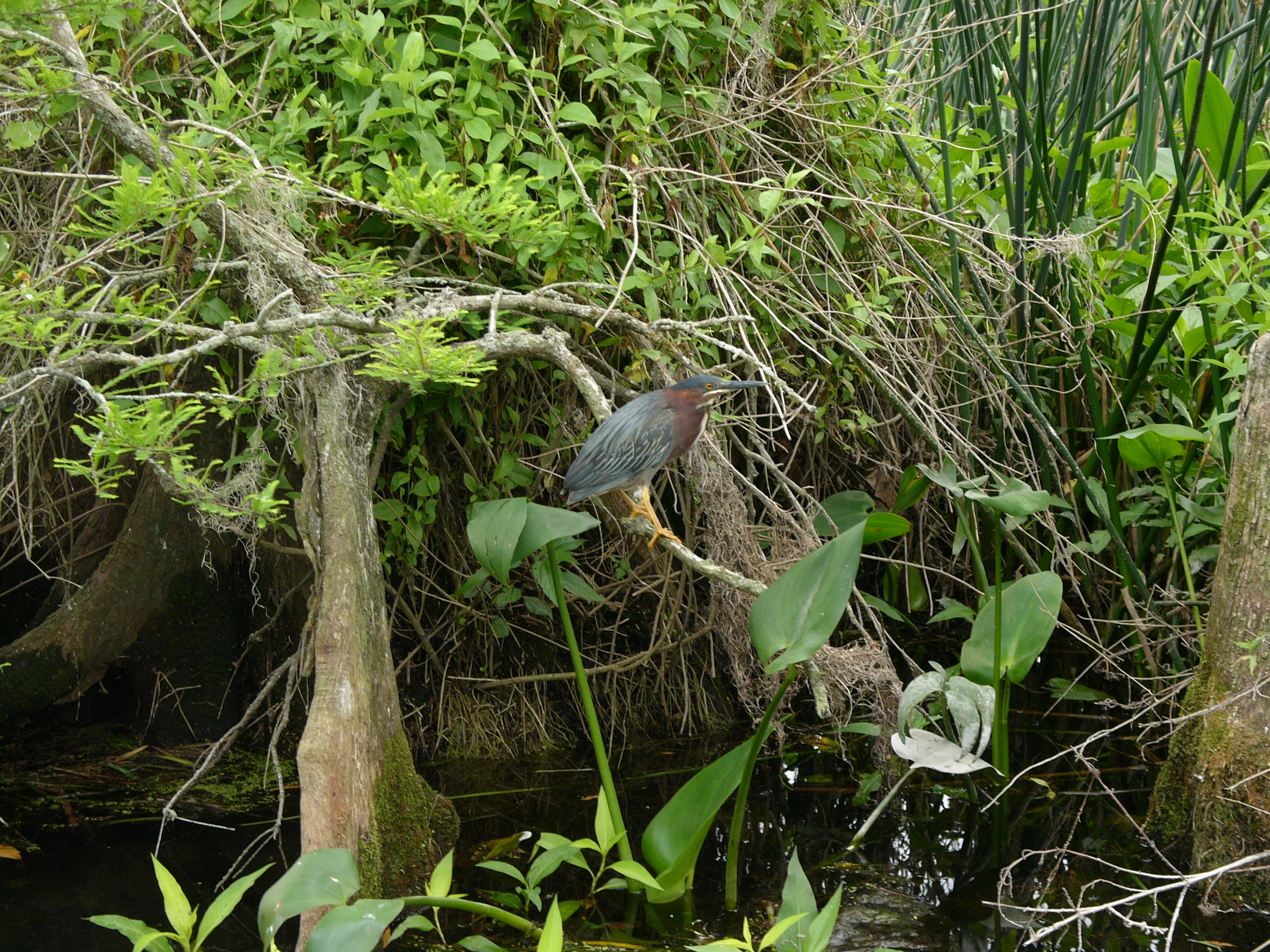
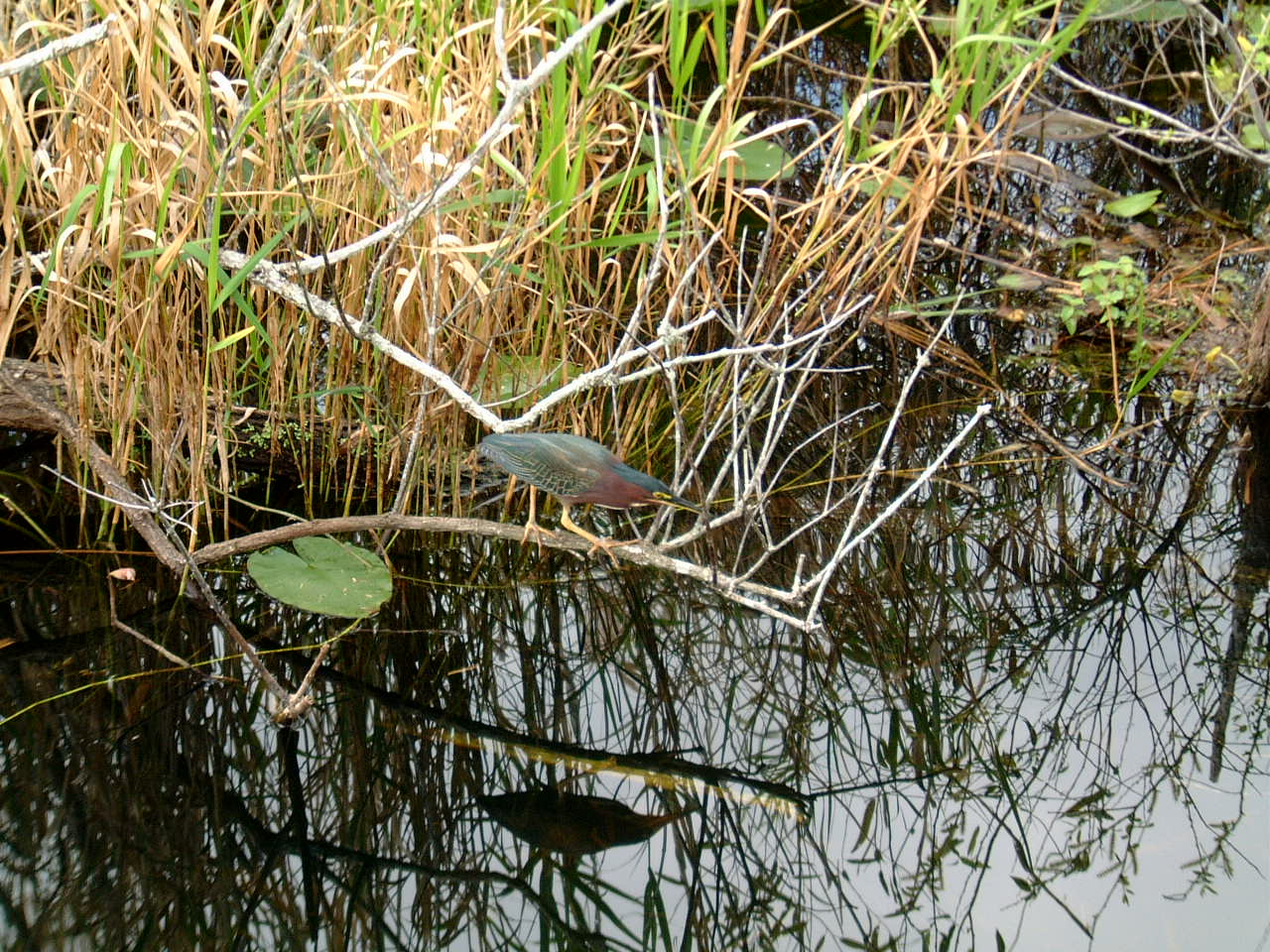
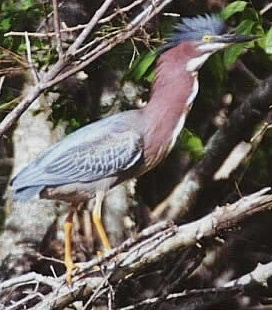
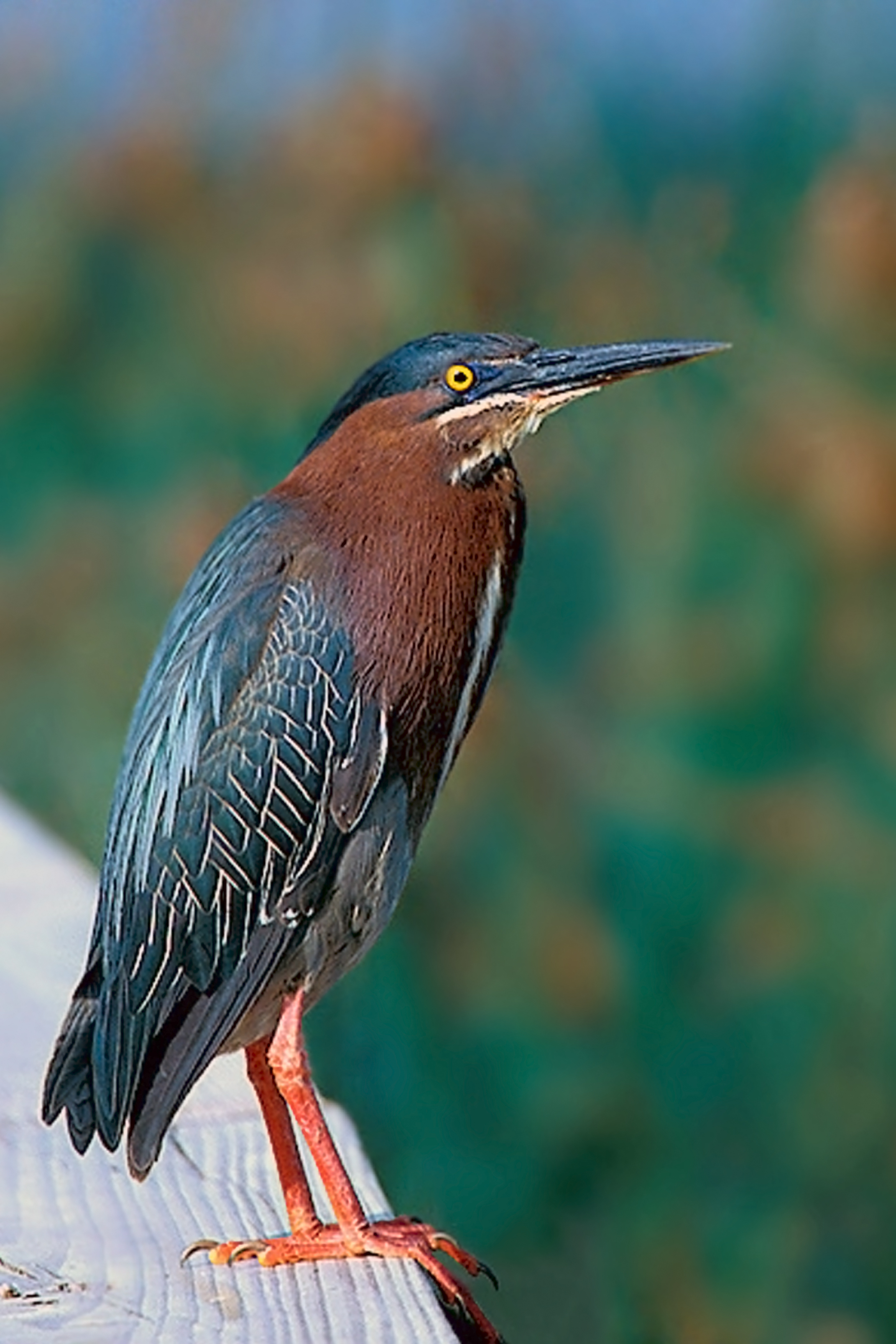